# Brunswick (Missouri)
Pour les articles homonymes, voir Brunswick.
Brunswick est une ville rurale dans le comté de Chariton dans le Missouri, aux États-Unis. Sa population était de 925 au recensement de 2000. C'est dans ce village que l'association des agriculteurs du Missouri prit naissance.

## Lieu historique
- Fort Orléans